# Anton Vovk

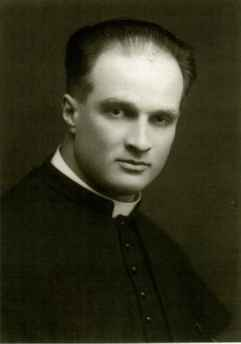
Anton Vovk, Erzbischof von Ljubljana

Anton Vovk (* 19. Mai 1900 in Vrba; † 7. Juli 1963 in Ljubljana) war ein römisch-katholischer Theologe und Erzbischof von Ljubljana.

## Leben
Anton Vovk wurde in der Region Gorenjska (deutsch Oberkrain) geboren. Am 29. Juni 1923 empfing er die Priesterweihe. Am 15. September 1946 wurde er zum Weihbischof in Ljubljana geweiht, am 1. Dezember 1946 zum Titularbischof von Cardicium.
Am 20. Januar 1952 überfielen kommunistische Jugendliche Weihbischof Vovk auf dem Bahnhof von Novo mesto. Sie übergossen ihn mit Benzin und zündeten ihn an. Vovk überlebte schwer verletzt und blieb bis zum Lebensende von dem Überfall gezeichnet. Die Täter wurden von einem jugoslawischen Gericht zu zehn Tagen Arrest auf Bewährung verurteilt.
Am 29. November 1959 wurde Vovk zum Bischof von Ljubljana ernannt. Am 22. Dezember 1961 wurde er regulärer Erzbischof des Erzbistums Ljubljana. Vovk starb 1963 in Ljubljana. Sein Nachfolger wurde der slowenische Theologe Jožef Pogačnik (1902–1980).

## Seligsprechungsprozess
Am 13. Mai 1999 wurde sein Seligsprechungsprozess auf diözesaner Ebene eröffnet.